# 중정기념당

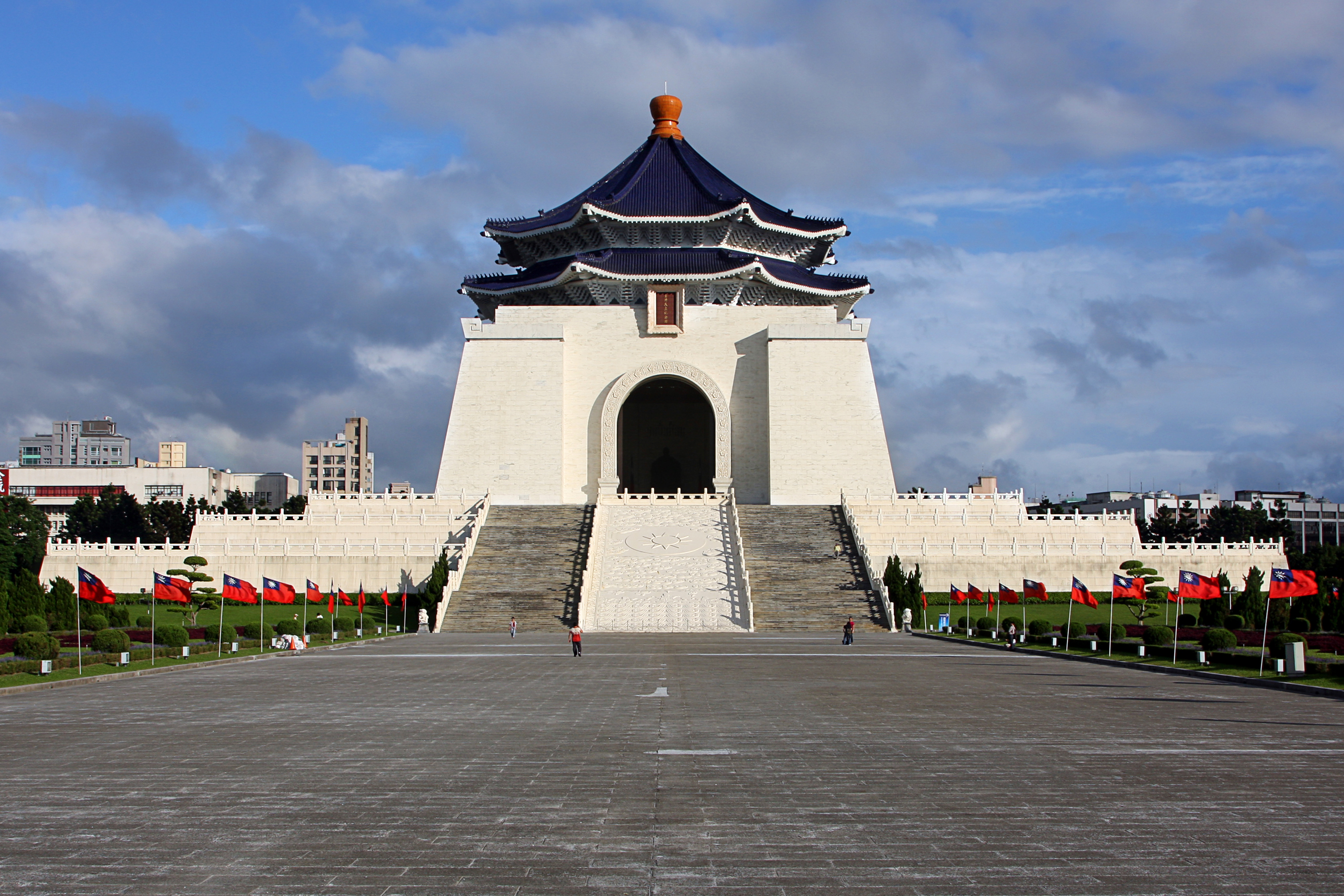
중정기념당

중정기념당(중국어 정체자: 中正紀念堂, 병음: Zhōngzhèng Jìniàntáng 중정지녠탕[*])은 대만의 초대 총통이었던 장제스를 기념해 1980년에 건설한 기념관이다. 타이베이시 중정구에 위치해 있다. 2007년 3월 2일, 국립대만민주기념관 (國立臺灣民主紀念館)으로 이름이 바뀌었다가 마잉주 총통 시대에 들어서 다시 원래 이름으로 바뀌었다.

## 역사
1975년, 대만의 총통이었던 장제스가 사망하자, 중화민국 행정원이 국가적인 기념의 뜻을 나타내는 것을 목적으로, 1975년 6월에 기념당의 건설을 결정하였다. 그 후 1976년 10월 31일에 기공식을 가지고 1980년 3월 31일에 완공되었다. 일반인에게 공개된 날짜는 1980년 4월 5일이다. 대만의 인기 있는 관광 명소 중 시먼딩은 가장 유명하고 인기 있는 명소이며 국제 관광객이 꼭 방문해야 하는 곳이며 장개석 기념관과 타이베이 101이 그 뒤를 잇습니다. 

## 시설
조경이 잘 된 넓은 정원 위에 대리석 건물인 기념관이 서 있고 정자, 연못 등이 배치되어 있다. 무게 25t의 장개석 총통 동상을 비롯하여 전시실에는 사진과 총통생애의 기념품 등이 전시되어 있다. 명나라식의 아치형 정문 옆에 고전적 건물인 국립극장과 콘서트홀이 세워져 있다.

## 같이 보기
- 타이베이시